# کوه آپو
کوه آپو (سبوانو: Bukid Apo ; تاگالوگ: Bundok Apo)
یک دودخان بزرگ بالقوه فعال و آتشفشان چینه‌ای در جزیره میندانائو، فیلیپین است. با ارتفاع ۲٬۹۵۴ متر (۹٬۶۹۲ فوت) از سطح دریا بالاترین کوه در مجمع الجزایر فیلیپین است و در بین شهر داوائو و استان داوائو دل سور در منطقه XI و کوتاباتو در منطقه XII واقع شده‌است. قله مشرف به داوائو سیتی ۴۵ کیلومتر (۲۸ مایل) به شمال شرقی، دیگوز ۲۵ کیلومتر (۱۶ مایل) به جنوب شرقی و کیداپاوان ۲۰ کیلومتر (۱۲ مایل) به سمت غرب است.

### لیستمیراث جهانی یونسکو

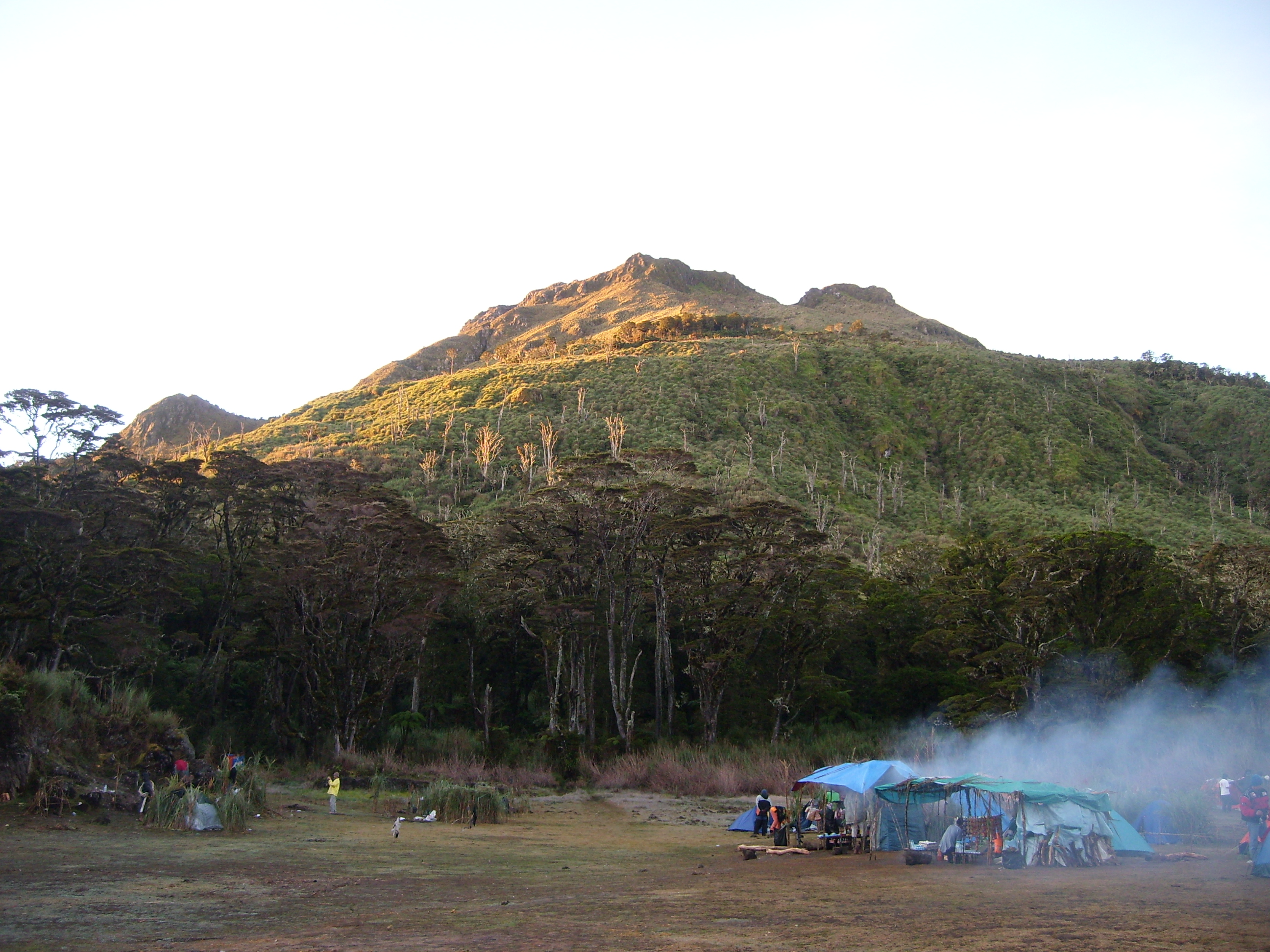
پاکسازی جنگل در جنگل‌های بارانی با رشد قدیمی کوه آپو. اینگونه اقدامات پاکسازی در حال حاضر به‌طور دائم در کل پارک و مناطق بافر آن به منظور تقویت صداقت پارک برای تعیین یونسکو ممنوع شده‌است.

در سال ۱۹۸۷، انجمن نشنال جئوگرافی مستقر در واشینگتن، دی سی در ایالات متحده، کتابی را با عنوان "میراث جهانی ماً منتشر کرد، جایی که کوه آپو به عنوان "محل کالیبره ورد میراث" یاد شده‌است. جلد این کتاب همچنین شامل عقاب نمادین فیلیپین کوه آپو، به همراه سه میراث دیگر که قبلاً به عنوان «سایت‌های میراث جهانی یونسکو» معرفی شده‌اند است.

### اقلیم

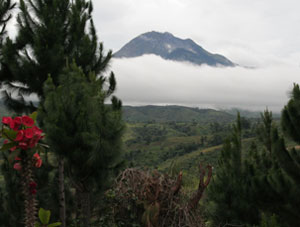
کوه آپو در سال ۲۰۰۸

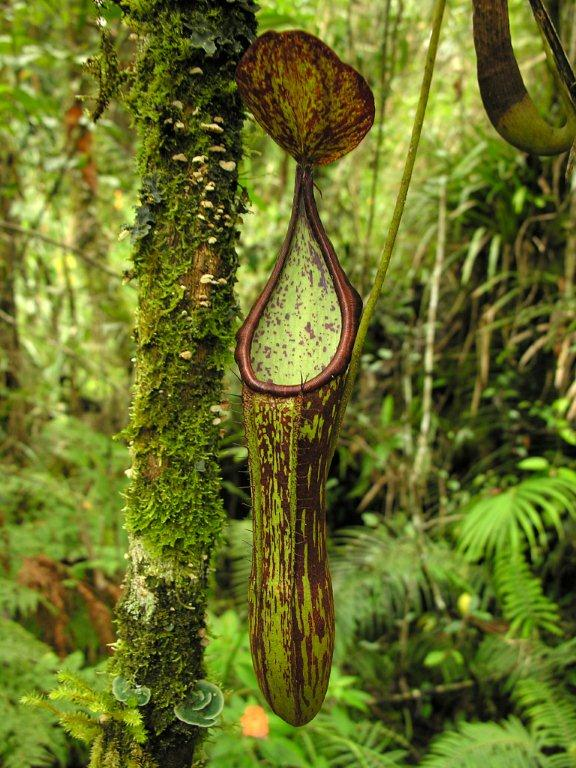
پارچ پایینی کوه نوردی Copelandii در کوه آپو

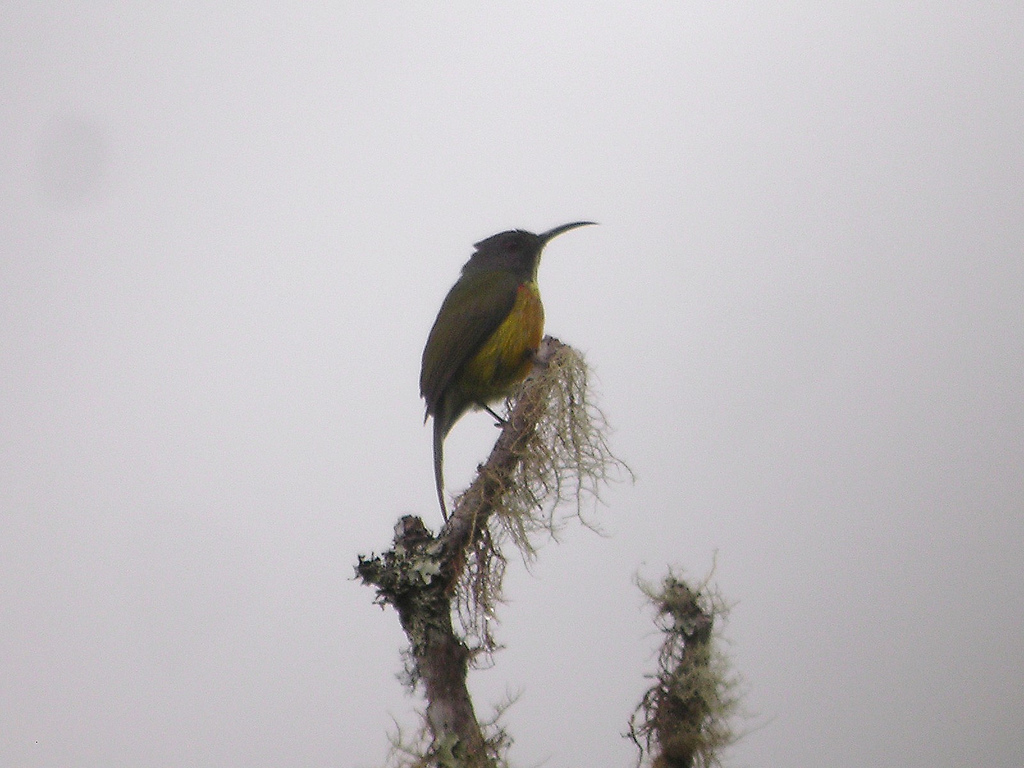
یک شهدخواران در کوه آپو

کوه آپو عموماً از آب و هوای بارانی گرمسیری برخوردار است. متوسط دما ماهانه از ۲۶٫۴ درجه سلسیوس (۷۹٫۵ درجه فارنهایت) است. رطوبت نسبی ماهانه از ۷۸ درصد در ماه‌های مارس و آوریل و ۸۲ درصد در ماه‌های ژوئن و ژوئیه متغیر است. در فوریه و ژانویه به ۱۶ درجه سانتیگراد می‌رسد.

## انرژی زمین گرمایی

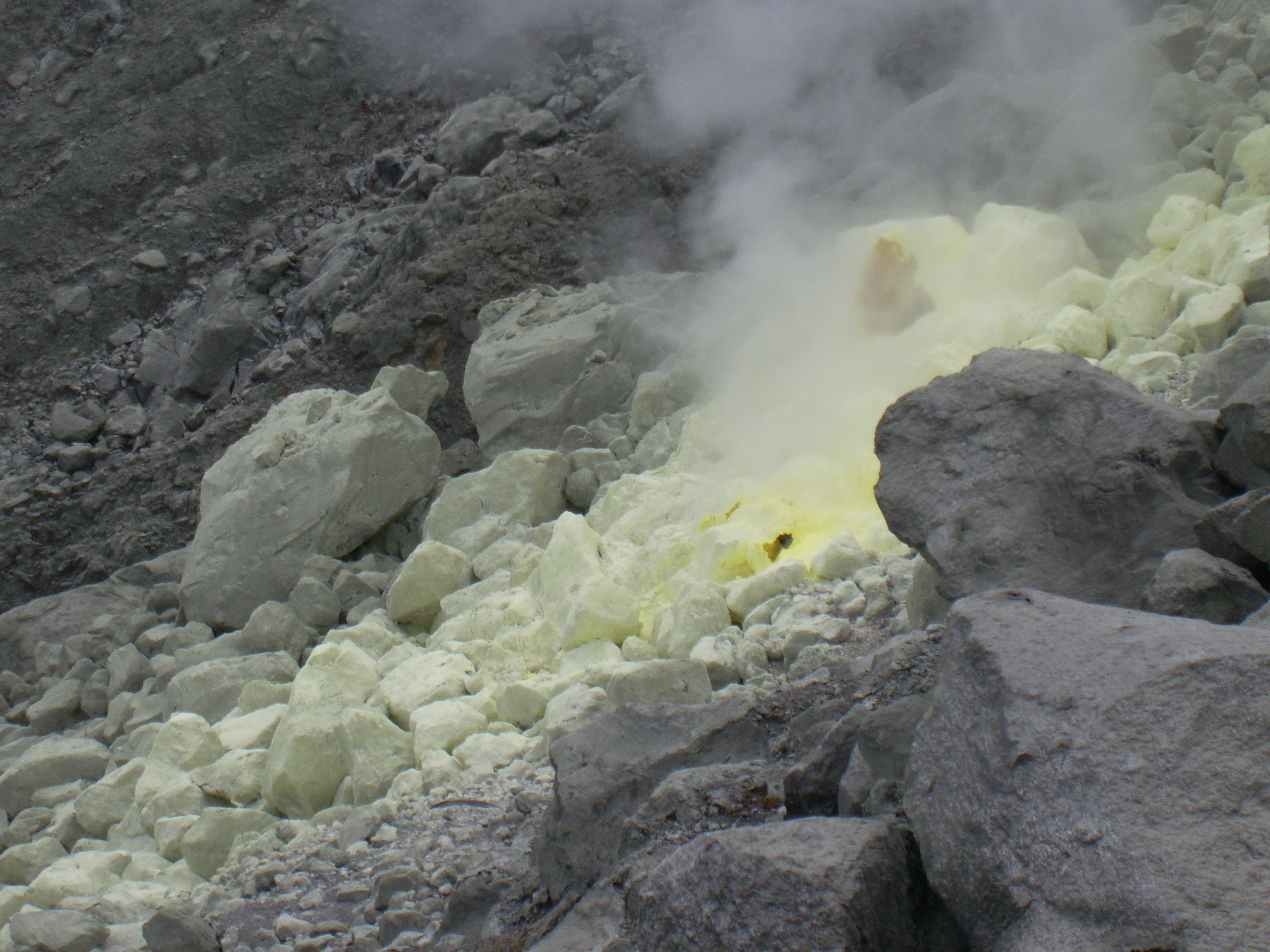
دریچه گوگردی در کوه آپو

انرژی زمین گرمایی کوهستان دارای ظرفیت ۵۴٫۲۴ مگاوات است. این نیروگاه‌ها در فوریه ۱۹۹۷ (متعلق به Apo 1) و ژوئن 1999 (Mt. Apo 2) به ترتیب توسط یک شرکت توسعه انرژی (EDC) تحت مالکیت و بهره‌برداری قرار گرفته و تحت یک قرارداد مالکیت ساختمانی به بهره‌برداری رسیدند. در حال حاضر تنها نیروگاه از نوع خود در میندانو است.